# 슈퍼 오바마 월드
《슈퍼 오바마 월드》(영어: Super Obama World)는 《슈퍼 마리오 월드》를 패러디한 플래시 게임이다. 미국 대선에서 버락 오바마를 지지하는 사람이 제작한 플래시 게임이다. 횡스크롤 방식의 게임이며, 스테이지는 알래스카주이다. 중간에 알레스카 주지사 세라 페일린이 등장하며 오바마의 정책을 풍자하는 적도 등장한다. 러시아인이 등장하는 이유는 페일린이 알래스카에서 러시아가 보인다고 발언한 것 때문의 영향으로 보인다.